# Askalaphos (Argonaut)
Askalaphos (altgriechisch Ἀσκάλαφος Askálaphos) ist in der griechischen Mythologie ein Sohn des Ares und der Astyoche und damit ein Bruder des Ialmenos.
Beide Brüder regierten gemeinsam in Orchomenos in Böotien, nahmen am Argonautenzug teil und gehörten zu den Freiern der Helena. Im Trojanischen Krieg führten sie gemeinsam das 30 Schiffe umfassende Kontingent der Minyer aus Orchomenos und aus Aspledon. Askalaphos kämpfte zusammen mit Idomeneus gegen Aineias um den Leichnam des Alkathoos. Er fiel im Kampf gegen Deiphobos, der anschließend seinem Leichnam den Helm rauben wollte, aber von Meriones vertrieben wurde.